# セニブラ
セニブラ（Celulose Nipo-Brasireira S.A）は、ブラジル・ミナスジェライス州に本社を持つパルプ製造メーカー。製紙そのものは行っていないが、パルプ専業メーカーとしては、アラクルズ（ブラジル）、アラウコ（チリ）についで世界第3位。2011年度の売上高は7億2,800万ドル。

## 歴史
1973年、日本の製紙メーカーや商社が参画して設立した日伯紙パルプ資源開発とブラジルの資源メーカーであるリオ・ドーゼ（現ヴァーレ）が共同出資して発足。1977年からイパチンガ市の工場を操業させ生産を開始した。2001年には、民営化したリオ・ドーセが持ち株を競売にかけたため、日伯紙パルプ資源開発が株式の優先買取権を行使。100%日本資本の会社となった。

## 生産
パルプの原材料として、成長の早いユーカリに着目。10万ha以上の社有林で植林、伐採を行うほか、近隣の農家と契約して農地（荒廃地）にも植林を行っている。2005年には、国際的な森林認証制度であるFSCを取得。持続可能な開発を可能とする体制を整えた。2000年代後半には、社有林の面積が約23万haに到達。この半数近くを保護林、残りをユーカリの人工林として使い分けを行っている。生産された木材は、イパチンガの工場でパルプにして、ビトリア・ミナス鉄道により、パルプ積出港であるポルトセルに輸送。各国へ輸出している。日本に対しては、日伯紙パルプ資源開発の最大出資者である王子製紙を中心に供給が行われている。